# Welsh Cup 1899-1900
Welsh Cup 1899–1900 var den 23. udgave af Welsh Cup, og turneringen havde deltagelse af 25 hold. Finalen blev spillet den 16. april 1900 på The Cunnings i Newtown, hvor Aberystwyth Town FC sikrede sig sin første triumf i Welsh Cup ved at besejrde de forsvarende mestre fra Druids FC med 3-0.

## Resultater

### Første runde
| Dato | Kamp                        | Res. |
| ---- | --------------------------- | ---- |
|      | Ironbridge FC – Wem FC      | w.o. |
|      | Aberdare FC – Barry Dock FC | 2–0  |

### Anden runde
| Dato | Kamp                                   | Res.   |
| ---- | -------------------------------------- | ------ |
|      | Buckley Victoria FC – Flint FC         | 3–1    |
|      | Builth FC – Llandrindod Wells FC       | [0]0–1 |
|      | Carnarvon Ironopolis FC – Portmadoc FC | 5–0    |
|      | Newport FC – Ironbridge FC             | w.o.   |
|      | Rhayader FC – Knighton FC              | 2–1    |
|      | Rogerstone FC – Aberdare FC            | 0–2    |
|      | Welshpool FC – Towyn FC                | 5–0    |

### Tredje runde
| Dato | Kamp                                   | Res. |
| ---- | -------------------------------------- | ---- |
|      | Bangor FC – Llandrindod Wells FC       | w.o. |
|      | Buckley Victoria FC – Newport FC       | w.o. |
|      | Carnarvon Ironopolis FC – Welshpool FC | 4–2  |
|      | Druids FC – Chirk AAA FC               | 2–0  |
|      | Newtown AFC – Llandudno Swifts FC      | 6–1  |
|      | Oswestry United FC – Wrexham AFC       | w.o. |
|      | Rhayader FC – Aberystwyth Town FC      | 0–1  |
|      | Rhyl United FC – Aberdare FC           | 2–1  |

### Kvartfinaler
| Dato | Kamp                                          | Res.   |
| ---- | --------------------------------------------- | ------ |
|      | Aberystwyth Town FC – Newtown AFC             | 1–0    |
|      | Bangor FC – Druids FC                         | 0–4    |
|      | Carnarvon Ironopolis FC – Buckley Victoria FC | 2–1    |
|      | Oswestry United FC – Rhyl United FC           | [0]1–1 |

### Semifinaler
Semifinalerne blev spillet på neutral bane.
| Dato   | Kamp                                          | Res.  | Spillested              |
| ------ | --------------------------------------------- | ----- | ----------------------- |
| 10.3.  | Druids FC – Oswestry United FC                | 2–0   | Hand Field, Chirk       |
| 31.3.  | Aberystwyth Town FC – Carnarvon Ironopolis FC | [ 3 ] | Cricket Field, Oswestry |
| Omkamp |                                               |       |                         |
| 1.4.   | Aberystwyth Town FC – Carnarvon Ironopolis FC | 2–0   | Towyn                   |

### Finale
| Dato  | Kamp                            | Res. | Tilskuere | Spillested |
| ----- | ------------------------------- | ---- | --------- | ---------- |
| 16.4. | Aberystwyth Town FC – Druids FC | 3–0  | 3.000     | Newtown    |